# Cramaille
Cramaille és un municipi francès situat al departament de l'Aisne i a la regió dels Alts de França. L'any 2007 tenia 120 habitants.

## Demografia

### Població
El 2007 la població de fet de Cramaille era de 120 persones. Hi havia 45 famílies de les quals 8 eren unipersonals (4 homes vivint sols i 4 dones vivint soles), 21 parelles sense fills i 16 parelles amb fills.
La població ha evolucionat segons el següent gràfic:
Habitants censats

### Habitatges
El 2007 hi havia 69 habitatges, 47 eren l'habitatge principal de la família, 18 eren segones residències i 4 estaven desocupats. 67 eren cases i 2 eren apartaments. Dels 47 habitatges principals, 38 estaven ocupats pels seus propietaris i 9 estaven llogats i ocupats pels llogaters; 1 tenia dues cambres, 7 en tenien tres, 16 en tenien quatre i 23 en tenien cinc o més. 39 habitatges disposaven pel capbaix d'una plaça de pàrquing. A 23 habitatges hi havia un automòbil i a 19 n'hi havia dos o més.

### Piràmide de població
La piràmide de població per edats i sexe el 2009 era:
| Homes | Edats   | Dones |
| ----- | ------- | ----- |
| 0     | 95 o +  | 0     |
| 0     | 90 a 94 | 0     |
| 0     | 85 a 89 | 0     |
| 0     | 80 a 84 | 0     |
| 0     | 75 a 79 | 4     |
| 12    | 70 a 74 | 4     |
| 0     | 65 a 69 | 0     |
| 0     | 60 a 64 | 8     |
| 4     | 55 a 59 | 0     |
| 4     | 50 a 54 | 4     |
| 0     | 45 a 49 | 4     |
| 8     | 40 a 44 | 4     |
| 8     | 35 a 39 | 4     |
| 0     | 30 a 34 | 4     |
| 0     | 25 a 29 | 0     |
| 4     | 20 a 24 | 0     |
| 4     | 15 a 19 | 8     |
| 0     | 10 a 14 | 4     |
| 12    | 5 a 9   | 8     |
| 8     | 0 a 4   | 0     |

## Economia
El 2007 la població en edat de treballar era de 80 persones, 65 eren actives i 15 eren inactives. De les 65 persones actives 58 estaven ocupades (34 homes i 24 dones) i 7 estaven aturades (2 homes i 5 dones). De les 15 persones inactives 3 estaven jubilades, 4 estaven estudiant i 8 estaven classificades com a «altres inactius».
Activitats econòmiques
Els 2 establiments que hi havia el 2007 eren d'empreses de comerç i reparació d'automòbils.
L'any 2000 a Cramaille hi havia 6 explotacions agrícoles que ocupaven un total de 780 hectàrees.

## Poblacions més properes
El següent diagrama mostra les poblacions més properes.